# Yugoslavia en los Juegos Olímpicos
Yugoslavia en los Juegos Olímpicos estuvo representada por el Comité Olímpico Yugoslavo, miembro del Comité Olímpico Internacional desde el año 1920. Los deportistas yugoslavos compitieron bajo diferentes banderas: antes de 1988 bajo la de la República Federal Socialista de Yugoslavia (código del COI: YUG), en 1992 con la denominación de Participantes Olímpicos Independientes (IOP), de 1996 a 2002 bajo la de la República Federal de Yugoslavia (YUG), y de 2004 a 2006 como Serbia y Montenegro (SCG).
Participó en 18 ediciones de los Juegos Olímpicos de Verano, su primera presencia tuvo lugar en Amberes 1920. El país obtuvo un total de 90 medallas en las ediciones de verano: 28 de oro, 31 de plata y 31 de bronce.
En los Juegos Olímpicos de Invierno participó en 16 ediciones, siendo Chamonix 1924 su primera aparición en estos Juegos. El país consiguió un total de 4 medallas en las ediciones de invierno: 3 de plata y 1 de bronce.
Este país fue anfitrión de los Juegos Olímpicos de Invierno en una ocasión: Sarajevo 1984.

## Medalleros

### Por edición
| Evento           | Oro | Plata | Bronce | Total |
| ---------------- | --- | ----- | ------ | ----- |
| Amberes 1920     | 0   | 0     | 0      | 0     |
| París 1924       | 2   | 0     | 0      | 2     |
| Ámsterdam 1928   | 1   | 1     | 3      | 5     |
| Los Ángeles 1932 | 0   | 0     | 0      | 0     |
| Berlín 1936      | 0   | 1     | 0      | 1     |
| Londres 1948     | 0   | 2     | 0      | 2     |
| Helsinki 1952    | 1   | 2     | 0      | 3     |
| Melbourne 1956   | 0   | 3     | 0      | 3     |
| Roma 1960        | 1   | 1     | 0      | 2     |
| Tokio 1964       | 2   | 1     | 2      | 5     |
| México 1968      | 3   | 3     | 2      | 8     |
| Múnich 1972      | 2   | 1     | 2      | 5     |
| Montreal 1976    | 2   | 3     | 3      | 8     |
| Moscú 1980       | 2   | 3     | 4      | 9     |
| Los Ángeles 1984 | 7   | 4     | 7      | 18    |
| Seúl 1988        | 3   | 4     | 5      | 12    |
| Barcelona 1992   | –   | –     | –      | –     |
| Atlanta 1996     | 1   | 1     | 2      | 4     |
| Sídney 2000      | 1   | 1     | 1      | 3     |
| TOTAL            | 28  | 31    | 31     | 90    |

| Evento                      | Oro | Plata | Bronce | Total |
| --------------------------- | --- | ----- | ------ | ----- |
| Chamonix 1924               | 0   | 0     | 0      | 0     |
| Sankt-Moritz 1928           | 0   | 0     | 0      | 0     |
| Lake Placid 1932            | –   | –     | –      | –     |
| Garmisch-Partenkirchen 1936 | 0   | 0     | 0      | 0     |
| Sankt-Moritz 1948           | 0   | 0     | 0      | 0     |
| Oslo 1952                   | 0   | 0     | 0      | 0     |
| Cortina d'Ampezzo 1956      | 0   | 0     | 0      | 0     |
| Squaw Valley 1960           | –   | –     | –      | –     |
| Innsbruck 1964              | 0   | 0     | 0      | 0     |
| Grenoble 1968               | 0   | 0     | 0      | 0     |
| Sapporo 1972                | 0   | 0     | 0      | 0     |
| Innsbruck 1976              | 0   | 0     | 0      | 0     |
| Lake Placid 1980            | 0   | 0     | 0      | 0     |
| Sarajevo 1984               | 0   | 1     | 0      | 1     |
| Calgary 1988                | 0   | 2     | 1      | 3     |
| Albertville 1992            | 0   | 0     | 0      | 0     |
| Lillehammer 1994            | –   | –     | –      | –     |
| Nagano 1998                 | 0   | 0     | 0      | 0     |
| Salt Lake City 2002         | 0   | 0     | 0      | 0     |
| TOTAL                       | 0   | 3     | 1      | 4     |

### Por deporte
| Evento        | Oro | Plata | Bronce | Total |
| ------------- | --- | ----- | ------ | ----- |
| Atletismo     | 0   | 2     | 0      | 2     |
| Baloncesto    | 1   | 5     | 2      | 8     |
| Balonmano     | 3   | 1     | 1      | 5     |
| Boxeo         | 3   | 2     | 6      | 11    |
| Fútbol        | 1   | 3     | 1      | 5     |
| Gimnasia      | 5   | 2     | 4      | 11    |
| Judo          | 0   | 0     | 2      | 2     |
| Lucha         | 4   | 6     | 6      | 16    |
| Natación      | 1   | 1     | 0      | 2     |
| Piragüismo    | 2   | 2     | 1      | 5     |
| Remo          | 1   | 1     | 3      | 5     |
| Tenis de mesa | 0   | 1     | 1      | 2     |
| Tiro          | 3   | 1     | 2      | 6     |
| Voleibol      | 1   | 0     | 1      | 2     |
| Waterpolo     | 3   | 4     | 1      | 8     |
| TOTAL         | 28  | 31    | 31     | 90    |

| Evento         | Oro | Plata | Bronce | Total |
| -------------- | --- | ----- | ------ | ----- |
| Esquí alpino   | 0   | 2     | 0      | 2     |
| Salto en esquí | 0   | 1     | 1      | 2     |
| TOTAL          | 0   | 3     | 1      | 4     |